# 플리키뱅
플리키뱅(Fleeky Bang, 본명: 이재학, 2002년 10월 21일~)은 대한민국의 래퍼이다.
쇼미더머니 11에 참가한 이후 대중들에게 알려졌다.

## 디스코그래피
- 싱글
  - My Ninjas - 2022.04.15
  - Merry Drillstmas - 2022.12.23

- EP
  - FLEEKY TIME - 2023.04.17

- 정규
  - The PREDATOR - 2023.08.06
  - The PREDATOR 2 : FLEEKY SYNDROME - 2024.01.12
  - AKUMA - 2024.10.01

- 콜라보
  - HAN 2023 - 2023.05.24

## 방송 출연
- 쇼미더머니 8 - 1차 탈락
- 쇼미더머니 9 - 영상 심사 탈락
- 쇼미더머니 11 - Top16(15위)

## 디스전

### 래퍼 노엘과의 디스전
- 2023년 1월 노엘 (래퍼)와의 디스전을 벌였다.[3][4][5][6][7]

#### 경과
- 쇼미더머니 11(시즌11) 7회에서 신세인과 블라세의 디스전에서 블라세가 노엘을 간접적으로 디스하면서 시작되었다.[8]
- 이후 노엘이 인스타그램 스토리로 블라세의 계정을 태그하며 저격을 하였다.
- 2023년 1월 9일 메이크어스에서 운영하는 유튜브 채널인 '딩고 프리스타일'의 '라이징 벌스' 영상에서 본인 파트의 가사로 노엘을 간접적으로 디스하였다. 그리고 며칠 후 자신의 사운드클라우드에 "SMOKE NOEL"이라는 디스곡을 발표했다.
- "SMOKE NOEL"이 발표된 지 약 3시간 후, 노엘도 디스곡 "강강강?"을 발표했다.